# BYD Seal 05 DM-i
BYD Seal 05 DM-i (chiń. upr. 比亚迪海豹05DM-i; pinyin Bǐyǎdí Hǎibào 05 DM-i) – hybryda plug-in segmentu C, produkowana od 2025 przez BYD Auto. Należy do rodziny Seal, jest odświeżoną i unowocześnioną wersją BYD Destroyer 05, które należą do linii produktów Ocean Series, dystrybuowanych przez dealerów Ocean Network. Jest to siostrzany model BYD Qin Plus z serii Dynasty.

## Przegląd

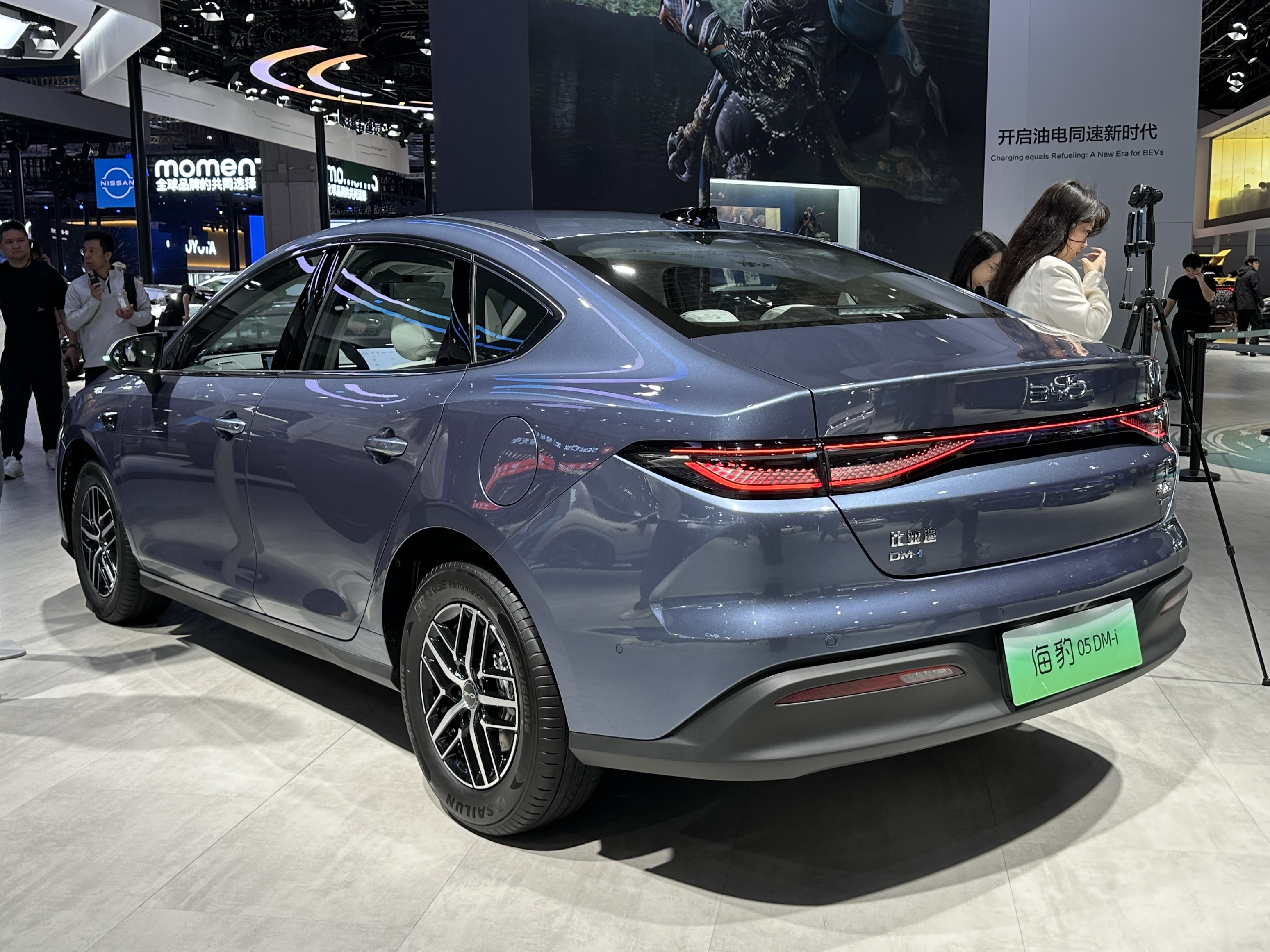
Tył samochodu

Model Seal 05 DM-i zadebiutował w styczniu 2025 roku. Wykorzystuje on hybrydowy układ napędowy plug-in piątej generacji firmy BYD. Przedsprzedaż modelu Seal 05 DM-i rozpoczęła się 7 stycznia 2025 roku, a następnie, 10 lutego 2025 roku, został wprowadzony na rynek w trzech wariantach.
Wygląd zewnętrzny Seal 05 DM-i nawiązuje do koncepcji stylistycznej serii Ocean firmy BYD. Przedni pas wyróżnia się falistymi reflektorami LED, trapezoidalnym, czarnym grillem i wlotami powietrza w kształcie litery U. Tylny pas charakteryzuje się pełnowymiarową belką świetlną LED, subtelnym spojlerem typu ducktail i ukrytymi rurami wydechowymi. Dodatkowe elementy zewnętrzne to potrójna kamera na przedniej szybie, kamery skierowane do tyłu na przednich błotnikach oraz kamery w lusterkach bocznych.
Wnętrze utrzymane jest w szaro-beżowej kolorystyce. Deska rozdzielcza obejmuje wielofunkcyjną kierownicę w kształcie litery D, prostokątny, obrotowy ekran dotykowy LCD z systemem informacyjno-rozrywkowym (obsługiwanym przez system DiLink firmy BYD). W tunelu znajduje się dźwignia zmiany biegów (wykonana z materiału przypominającego kryształ), dwa uchwyty na kubki, bezprzewodowe ładowarki oraz szereg fizycznych przycisków do obsługi ważnych funkcji pojazdu.
Pojemność bagażnika Seal 05 DM-i wynosi 508 l, a tylne siedzenia można złożyć, aby zwiększyć przestrzeń bagażową.